# District d'Añisoc
Le district d’Añisoc (en espagnol : distrito de Añisoc) est un district situé en Guinée équatoriale, constitué par la partie nord-ouest de la province de Wele-Nzas, dans la région continentale de la Guinée équatoriale. Il a pour chef-lieu la ville d'Añisoc. Le recensement de 1994 y a dénombré 22 613 habitants.